# Kneifelspitze
De Kneifelspitze is een berg in het Berchtesgadener Land in de deelstaat Beieren, Duitsland. De berg heeft een hoogte van 1188 meter.
De Kneifelspitze is onderdeel van het Untersbergmassief, dat weer deel uitmaakt van de Berchtesgadener Alpen.